# 歌川世の
歌川 世の（うたがわ よの、生没年不詳）とは、江戸時代の浮世絵師。

## 来歴
師系・経歴不明。歌川派の絵師とされ、文化12年（1815年）版行の団扇絵「菊に蝶の図」に、「哥川世の」と落款するという。